# La Presa (Califórnia)
La Presa é uma Região censo-designada localizada no estado americano da Califórnia, no Condado de San Diego.

## Demografia
Segundo o censo americano de 2000, a sua população era de 32.721 habitantes.

## Geografia
De acordo com o United States Census Bureau tem uma área de 16,0 km², dos quais 14,5 km² cobertos por terra e 1,5 km² cobertos por água.

## Localidades na vizinhança
O diagrama seguinte representa as localidades num raio de 16 km ao redor de La Presa.